# Aleksandra Kolosova
Aleksandra Kolosova (San Petersburgo, Rusia, 16 de febrero de 1802-ídem, 19 de marzo de 1880) fue una actriz de teatro rusa, considerada la primera estrella del teatro ruso.

## Carrera artística
Comenzó recibiendo educación teatral en Francia, donde se hizo popular por sus roles en las obras de Moliere. Posteriormente, en 1832 debutó en el teatro Alexandrinsky de San Petersburgo, donde se unió al actor Vasily Karatygin con quien se había casado en 1827. Fue amiga del poeta y novelista Alexander Pushkin (1799-1837).